# Deinbollia mezilii
Deinbollia mezilii là một loài thực vật có hoa trong họ Bồ hòn. Loài này được D.W.Thomas & D.J.Harris mô tả khoa học đầu tiên năm 2000.